# Aedes hancocki
Aedes hancocki är en tvåvingeart som beskrevs av Someren 1962. Aedes hancocki ingår i släktet Aedes och familjen stickmyggor. Inga underarter finns listade i Catalogue of Life.